# Angel Dark

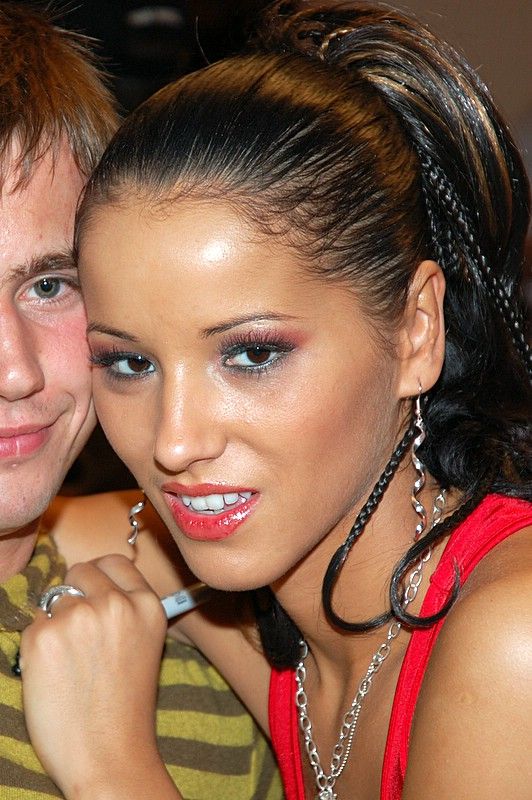
Angel Dark (2005)

Angel Dark (* 11. April 1982 als Viktoria Knezova in Sobrance, Tschechoslowakei) ist eine slowakische Pornodarstellerin und Aktmodell.

## Leben
Dark wurde von Pierre Woodman als Esmeralda in dem Film Private Castings #48 entdeckt und begann ihre Karriere im Jahr 2002. Sie hat seitdem in über 170 Filmen gespielt. Sie wählte den Namen Dark in Anlehnung an die Gothic-Kultur. Den Namen Angel wählte sie, nach Auskunft der IMDb, nachdem sie einen Sohn geboren hatte, den sie zur Adoption freigab. Das Paar, das ihn adoptierte, hatte sie einen Angel (dt. Engel) genannt. 
Im Jahr 2006 nahm sie eine Auszeit vom Modelgeschäft, da sie sich von einem Nierenversagen im Krankenhaus erholen musste. Sie lebt zurzeit in Prag. 
Sie spielte unter anderem in dem preisgekrönten Film Robinson Crusoe on Sin Island aus dem Jahr 2005 von Private Media Group. Dark drehte bisher u. a. mit den Regisseuren Alessandro Del Mar, Rocco Siffredi, Pierre Woodman und John Leslie. Im Jahr 2005 wurde sie mit dem FICEB Award als Best Starlet und 2011 mit dem AVN Award als Female Foreign Performer of the Year ausgezeichnet.

## Filmografie (Auswahl)
- 2004: Big Wet Tits 2
- 2004: Share the Load
- 2004: Protection très rapprochee
- 2005: Robinson Crusoe on Sin Island
- 2005: Big Wet Asses 6
- 2006: Big Wet Tits 3
- 2007: Cabaret Berlin
- 2007: 7 scharfe Sünden
- 2007: Der Spiegel deiner Leidenschaft
- 2007: Private Gold 93: The Sexual Adventures Of Little Red
- 2007: Sex and Crime
- 2010: Evil Anal 12
- 2010: Seven Deadly Sins
- 2010: Family Matters
- 2010: Buy A Bride
- 2011: Big Wet Butts 4
- 2012: Women Seeking Women 79
- 2012: Breast Strokers 3

## Auszeichnungen & Nominierungen
- 2005: Ninfa Award als Best Starlet in Planet Silver 2
- 2005: Adam Film World Guide Award als Best European Starlet
- 2006: Adam Film World Guide Award als Best European Starlet
- 2006: AVN Award, nominiert als Female Foreign Performer of the Year
- 2007: AVN Award, nominiert als Female Foreign Performer of the Year
- 2010: Twistys Thread of the Month Juni
- 2011: AVN Award als Female Foreign Performer of the Year